# Regionaler Verteidigungsrat von Aragon
Der Regionale Verteidigungsrat von Aragon (Spanisch: Consejo Regional de Defensa de Aragón) war eine Verwaltungsorganisation, die von der Confederación Nacional del Trabajo (CNT) im Kontext der Spanischen Revolution während des Spanischen Bürgerkriegs geschaffen wurde. Bis zu seiner Auflösung kontrollierte und verwaltete der CRDA die östliche Hälfte Aragons. Die Preise für Waren wurden zentral kontrolliert, um die Inflation einzudämmen.
Der Rat von Aragon war die erste autonome Regierung Aragons seit 1707 und wurde zu einer eigenen Regierung innerhalb der Zweiten Spanischen Republik. In seiner ersten Phase (Oktober bis Dezember 1936) wurde er von anarchistischen Mitgliedern der CNT gegründet, ab Dezember 1936 waren schließlich alle antifaschistischen Kräfte der Volksfront darin vertreten – bis zu seiner Auflösung. Seine Existenz war kurzlebig, da seine Aktivitäten weniger als ein Jahr andauerten, bis er im August 1937 auf Druck der Kommunistischen Partei Spaniens von den republikanischen Behörden aufgelöst wurde. Während seiner kurzen Lebenszeit setzte der Rat einige progressive und revolutionäre Maßnahmen um.

## Geschichte

Verwaltete Territorien des Regionalen Verteidigungsrates von Aragon (in rot)

### Ursprünge und Gründung
Die Ursprünge des Regionalen Verteidigungsrats von Aragon liegen größtenteils in der anarcho-syndikalistischen Tradition der aragonesischen Bauernschaft und im Einfluss, den die CNT in diesem Gebiet hatte. Die revolutionäre Situation in Aragon entwickelte sich bereits vor der Ankunft der Milizkolonnen aus Katalonien und Valencia. Die Ankunft dieser Kolonnen aus Katalonien war entscheidend für die Verteidigung der bereits erreichten Erfolge, da die Arbeiter-Milizen die Macht übernommen hatten und eine soziale Revolution einleiteten, die den republikanischen Staat nicht zerstörte, aber das Machtvakuum füllte, das durch den Militärputsch entstanden war. Die Madrider Regierung der Zweiten Spanischen Republik und die katalanische Regierung hatten in Aragon nur wenig Einfluss.
Nach dem Militärputsch wurde im Oktober 1936 eine Trennlinie von Norden nach Süden durch Aragon gezogen, die als „Aragon-Front“ bezeichnet wurde. Die westliche Seite war von den Faschisten besetzt, die östliche von Republikanern und Anarchisten. In den Gebieten, die theoretisch unter der Zuständigkeit der Republik standen, lag die tatsächliche Macht bei den Milizen, die die revolutionären Komitees schützten – fast alle bestanden aus Anarchisten, die unabhängig vom republikanischen Staat agierten.
Am 6. Oktober 1936 fand im Hauptquartier der Durruti-Kolonne in Bujaraloz das Außerordentliche Plenum der Gewerkschaften und Kolonnen des Regionalkomitees von Aragon, Rioja und Navarra der Nationalen Arbeiterkonföderation (CNT) statt. Neben den 174 Vertretern der CNT-Gewerkschaften aus 139 aragonesischen Städten nahmen auch das Nationale Komitee der CNT sowie verschiedene konföderale Kolonnen (die Durruti-Kolonne, die Rot-Schwarze Kolonne, die Los-Aguiluchos-Kolonne der FAI und die Carod-Ferrer-Kolonne) teil, ebenso zahlreiche Mitglieder der CNT Kataloniens. Unter den prominenten Vertretern der Kolonnen befanden sich Buenaventura Durruti, Gregorio Jover Antonio Ortiz, Cristóbal Alvaldetrecu und Julián Merino. Aufgerufen zu diesem wichtigen Treffen hatten Francisco Carreño, Pablo Ruiz und Julián Merino.
Auf dem Plenum wurde über den Vorschlag einer Zusammenarbeit mit den republikanischen Regierungsorganen diskutiert. Man beschloss, neben den republikanischen Regierungen regionale Verteidigungsräte zu schaffen, die föderal mit einem Nationalen Verteidigungsrat verbunden sein sollten, gemäß den Richtlinien, die am 15. September 1936 auf dem Nationalen Plenum der CNT in Madrid vorgeschlagen worden waren. Das Plenum stimmte der Gründung des Regionalen Verteidigungsrats von Aragon zu. Dieser umfasste etwa 450 ländliche Gemeinden, von denen fast alle von der CNT verwaltet wurden; nur etwa 20 standen unter der Leitung der UGT. Diese Situation gefiel den republikanischen Behörden und der Generalitat wenig, doch zu diesem Zeitpunkt sahen sie sich gezwungen, sie zu akzeptieren.
Der Regionale Verteidigungsrat hatte seinen Sitz in Caspe und bildete von dort aus das wichtigste Machtzentrum des revolutionären Aragons. Seine Anführer erklärten bald, dass das ländliche Aragon zu einer „spanischen Ukraine“ geworden sei und dass sie sich nicht vom „marxistischen Militarismus“ überwältigen lassen würden, wie es 1921 dem russischen Anarchismus widerfahren war. Der Regionale Verteidigungsrat von Aragon war einer der bekanntesten und mächtigsten anarchistischen Räte.

### Ein kurzlebiger Staat
Trotz seiner revolutionären Herkunft wurde der Regionale Verteidigungsrat von Aragon am 6. Oktober 1936 per Regierungsdekret offiziell anerkannt. Am 15. Oktober wurde Joaquín Ascaso zum Präsidenten gewählt. Erst am 23. Dezember 1936 erhielt der Rat endgültige rechtliche Anerkennung, jedoch mit der Auflage, dass auch andere Mitglieder der Volksfront in die Verwaltung einbezogen wurden. Ab Januar 1937 wurde der revolutionäre Charakter des Rates unter dem Druck der Regierungspartner zunehmend abgeschwächt, beispielsweise durch die Rückgabe der Schulen an die Regierung.
Ascaso erhielt am 19. Januar 1937 die offizielle Ernennung zum Regierungsdelegierten. Mitte Februar 1937 fand in Caspe ein Kongress statt, an dem 500 Delegierte teilnahmen, die 80.000 Kollektivisten aus dem libertären Aragon vertraten. Ziel des Kongresses war die Gründung einer regionalen Föderation der Kollektive.
Es ist schwierig, konkrete Zahlen zur wirtschaftlichen Verwaltung der anarchistischen Gemeinschaften zu schätzen, da viele Berichte ideologisch verfärbt sind. Der konservative Historiker Hugh Thomas argumentiert, dass die Kohleproduktion in den Utrillas-Minen nur ein Zehntel der Vorkriegszahlen erreichte. Andererseits belegen Berichte aus dem Dokumentarfilm Living the Utopia, dass in vielen Gemeinschaften die Produktion gestiegen ist. Viele Kollektive waren sozial erfolgreich, aber die Kommunisten kritisierten ihren Beitrag zum Krieg. Anfang des Sommers 1937 begannen die Karabineros der republikanischen Regierung, Lebensmitteltransporte der Gemeinschaften zu konfiszieren.

### Auflösung
Die Unabhängigkeit, mit der der Regionale Verteidigungsrat von Aragon agierte, war immer ein Dorn im Auge der republikanischen Behörden. Nachdem die Regierung die Kontrolle über Katalonien wiederhergestellt hatte, entschied sie, die aragonesische Institution aufzulösen. Am 4. August 1937 befahl Indalecio Prieto, der Minister für Nationale Verteidigung, das Eingreifen der spanischen Republik-Armee. Die 11. Division unter Enrique Líster zog am 10. August nach Aragon und löste den Aragon-Rat offiziell auf.
Die Auflösung des Aragon-Rats erfolgte durch eine militärische Intervention, bei der die Stadt Caspe überraschend besetzt wurde, um eine Reaktion zu verhindern. Die lokale CNT-Gewerkschaftsföderation wurde angegriffen, und Lísters Truppen zerstörten Teile der Stadt. Es gab einige Zusammenstöße und Verluste. Joaquín Ascaso und andere Anarchisten wurden unter anderem wegen Schmuggels von Schmuck verhaftet. Etwa 700 weitere Anarchisten wurden in ganz Aragon festgenommen.
Nach der Auflösung des Rates und der Verhaftung von Ascaso ernannte die Regierung José Ignacio Mantecón zum Generalgouverneur, um das republikanische Gebiet in den drei aragonesischen Provinzen zu verwalten. Mantecón, ein ehemaliges Mitglied des Rates und ein linker Republikaner, übernahm somit die höchste Autorität im republikanischen Aragon. Die Bauern, die es geschafft hatten, aus den Kollektiven herauszubleiben, nahmen viele davon mit Gewalt zurück und privatisierten und verteilten das gesamte Essen und Equipment neu. Die Büros des CNT-Regionalkomitees wurden besetzt, und ihre Akten und Unterlagen von den republikanischen Behörden beschlagnahmt. Unterdessen besetzten kommunistische Militäreinheiten verschiedene Kollektive im Ebro-Tal und im oberen Aragon. Die Anführer der CNT versuchten, die Hinrichtungen von Anarchisten zu verhindern, akzeptierten jedoch schließlich die Auflösung des „Rates von Aragon“ als eine Tatsache. Später, als die Ernteerträge begannen auszufallen, wurden einige der aufgelösten Kollektive wiederhergestellt, jedoch ohne sie wieder in den Zustand der CNT-Verwaltung zu versetzen. In der Zwischenzeit wurden viele Anarchisten in Gefängnisse oder Konzentrationslager unter republikanischer Kontrolle interniert, bis zum Ende des Krieges.

Reproduction of the shield of the Regional Defence Council.

Laut dem CRDA bulletin nº 12 vom 21. Dezember 1936 war der Rat wie folgt besetzt:
| Kabinett Position           | Amtsinhaber              | Politische Partei oder Handelsunion |  |
| --------------------------- | ------------------------ | ----------------------------------- |  |
| Präsident                   | Joaquín Ascaso           | CNT                                 |  |
| Öffentliche Ordnung         | Adolfo Ballano           | CNT                                 |  |
| Propaganda                  | Evaristo Viñuales Larroy | CNT                                 |  |
| Landwirtschaft              | Adolfo Arnal             | CNT                                 |  |
| Arbeit                      | Miguel Chueca Cuartero   | CNT                                 |  |
| Transport und Kommunikation | Luis Montoliu Salado     | CNT                                 |  |
| Wirtschaft                  | Evelio Martínez          | CNT                                 |  |
| Justiz                      | José Ignacio Mantecón    | IR                                  |  |
| Finanz                      | Jesús Gracia             | IR                                  |  |
| Kultur                      | Manuel Latorre           | UGT                                 |  |
| Öffentliche Arbeit          | José Ruiz Borao          | UGT                                 |  |
| Gesundheit                  | José Duque               | PCE                                 |  |
| Industrie                   | Custodio Peñarrocha      | PCE                                 |  |
| Generalsekretär             | Benito Pabón             | PS                                  |  |